# 苏丹莫哈末五世
苏丹莫哈末五世（1969年10月6日—），本名为东姑莫哈末·法里斯·柏特拉，苏丹伊斯迈·柏特拉之子，是马来西亚吉兰丹州第二十九任（现任）苏丹，曾任马来西亚第十五任最高元首。

## 生平
莫哈末五世全名东姑莫哈末·法里斯·柏特拉·伊卜尼·苏丹伊斯迈·柏特拉（Tengku Muhammad Faris Petra ibni Sultan Ismail Petra，即苏丹伊斯迈·柏特拉的儿子东姑莫哈末·法里斯·柏特拉），在哥打巴鲁出生。1985年10月6日，获得王储头衔“东姑马哥打”（Tengku Mahkota）；其后在牛津大学圣十字学院及伊斯兰研究中心进行外交研究，1991年毕业。
2009年5月25日，因苏丹伊斯迈·柏特拉中风前往新加坡接受治疗，暂时无法履行苏丹职务，东姑莫哈末·法里斯·柏特拉受委为摄政王。2010年9月13日，因为父亲苏丹伊斯迈·柏特拉患病无力履行苏丹职务而继位。
2011年至2016年，担任马来西亚副最高元首。

## 马来西亚最高元首
2016年10月14日，苏丹莫哈末五世当选为马来西亚最高元首，在2016年12月13日宣誓就任，接替吉打苏丹端姑阿都哈林。
端姑莫哈末五世陛下于2017年4月24日加冕。由于没有册封苏丹后，成为马来西亚史上第一位“单身”的最高元首。
为人个性随和，常在正式场合做出有趣发言。例如2017年3月6日，为第13届国会下议院第五会期主持开幕，发表御词时暂停并说了一句“等一会儿，喝口水”，顿时让严肃的国会变得轻松；2017年9月9日，最高元首官方诞辰庆典，结束御词前说了一段吉兰丹方言；2018年3月5日，为第13届国会下议院第六会期主持开幕，离场前说了一句“敲桌子吗？”，引起在场各位下议员的笑声；2018年7月17日，为第14届国会下议院第一会期主持开幕时，面带微笑地说：“下议院议长、上议院主席和各位议员，请坐下，别跑掉。”，借机调侃前一天因议长人选纷争而离席抗议的反对党国民阵线议员，而在场下议员听了后也都开怀大笑。
2018年11月2日至12月31日，端姑莫哈末五世申请了医疗事假（medical leave），在这期间，由副最高元首苏丹纳兹林沙代行其元首职权。
2019年1月6日，端姑莫哈末五世通过国家皇宫宣布辞去最高元首一职，同日生效，成为马来西亚史上第一位提前退位的最高元首。

## 个人生活
苏丹莫哈末五世在担任王储时，于2004年11月15日与东姑朱巴达·东姑诺鲁定（née Kangsadal Pipitpakdee）结婚，并于2008年离婚。
2010年10月30日，已成为吉兰丹苏丹的莫哈末五世娶诺蒂安娜为妻。此后多年来一直没被册封为苏丹后，因此在端姑莫哈末五世就任最高元首时，诺蒂安娜未能出任最高元首。2022年8月2日，诺蒂安娜被册封为吉兰丹苏丹后。
2018年，有傳聞指端姑莫哈末五世在任马来西亚最高元首时告假期间迎娶俄罗斯人沃沃迪娜，但该消息一度未被证实，首相马哈迪·莫哈末受访时也表示不知道有此事。沃沃迪娜在2019年5月21日诞下一名儿子。2019年6月，他以塔拉克与沃沃迪娜离婚。